# Zonovan Knight
Zonovan „Bam“ Knight (* 11. April 2001 in Bailey, North Carolina) ist ein US-amerikanischer American-Football-Spieler auf der Position des Runningbacks. Er spielt für die New York Jets in der National Football League (NFL), für die er bereits 2022 aktiv war.

## Frühe Jahre
Knight ging in seiner Geburtsstadt Bailey, North Carolina, auf die Highschool. Später besuchte er die NC State University, wo er für das Collegefootball Team als Runningback spielte und 2021 in das First-Team All-ACC gewählt wurde.

## NFL
Nachdem Knight im NFL-Draft 2022 nicht ausgewählt worden war, nahmen ihn am 6. Mai 2022 die New York Jets in ihren Kader auf. Am 5. September 2022 wurde er entlassen, um ihn am nächsten Tag in den Practice Squad der Jets aufzunehmen. Am 25. Oktober 2022 wurde er wieder in den 53-Mann-Kader befördert. Knight bestritt sein NFL-Debüt am 25. November 2022 im Spiel gegen die Chicago Bears, wo er einen Franchiserekord aufstellte, indem er 103 Yards als NFL-Debütant erzielte.
Vor Beginn der Saison 2023 wurde Knight Ende August von den Jets entlassen und schloss sich anschließend dem Practice Squad der Detroit Lions an. Er kam für die Lions in zwei Spielen zum Einsatz, bevor er im Oktober auf die Injured Reserve List gesetzt wurde. Im März 2024 unterschrieb er für ein weiteres Jahr in Detroit. Am 27. August 2024 wurde Knight im Rahmen der Kaderverkleinerung auf 53 Spieler vor Beginn der Regular Season von den Lions entlassen. Am 26. November 2024 verpflichteten die Jets ihn erneut, diesmal für ihren Practice Squad.